# 徐宗實
徐宗實（1344年—1405年），名垕，浙江省黃巖人，明朝初期政治人物。
少年聰慧，勤於學習。洪武年間，被舉薦任銅陵簿。后違反朱元璋意，被貶戍淮陰驛。恰逢東川侯胡海之子胡觀娶南康公主，皇帝選徐宗實為其師。洪武年末，擔任蘇州通判。奏請發官糧賑災救民，后組織建大壩對抗洪水。建文二年，任兵部右侍郎。后因事連坐被貶，隨後恢復職位。朱棣起兵造反，其在兩浙地區招募士兵。后明成祖即位，上書請辭歸鄉。兩年后被捕，途中死亡。